# Emy Machnow
Emmy Gunilla Machnow, detta Emy (Stoccolma, 1º settembre 1897 – Malmö, 23 novembre 1974), è stata una nuotatrice svedese, specializzata nello stile libero.

## Palmarès
- Giochi olimpici

Anversa 1920: bronzo nella staffetta 4x100 metri stile libero.